# Hubert Marty-Vrayance
Hubert Marty-Vrayance, né en 1958 à Perpignan, est un ancien haut fonctionnaire de police . Il a été commissaire au sein des Renseignements généraux (RG) quand cette direction existait dans la police et est connu pour ses opinions complotistes.

## Biographie
Hubert Marty-Vrayance naît en 1958 à Perpignan. Il est major de la 35e promotion des commissaires de police - promotion Antoine Becker (1983/1985) . 
Sa carrière s'effectue aux Renseignements généraux, où est d'abord en poste au Havre puis dans la Nièvre fin 1988, après la réélection de François Mitterrand et le retour de Pierre Bérégovoy à la tête du ministère de l'Économie et des Finances.
Hubert Marty-Vrayance passe ensuite au SCTIP (Service de coopération technique internationale de police), où il occupe un poste où il est conseiller juridique du général, directeur de la police nationale au Gabon.
Il fut également affecté au sein du Secrétariat Général de la Défense Nationale  

## Affaires
Il prétend avoir fait partie du « cabinet noir » d'Yves Bertrand lorsque ce dernier dirigeait les services généraux. Yves Bertrand le décrit toutefois comme « maniaque de la conspiration (…) spécimen le plus accompli de manipulateur – mythomane ». Il joue également un rôle dans la thèse de l'assassinat de Pierre Bérégovoy. 
Peu après les attentats du 11 septembre 2001, il lance la thèse selon laquelle une faction de l'armée américaine en serait responsable. Guillaume Dasquié et Jean Guisnel l'identifient comme une des sources du livre de Thierry Meyssan L'Effroyable Imposture, ce qui lui vaut d'être écarté du SGDN. 
En juin 2002, il porte plainte sans succès contre les éditions La Découverte pour obtenir le retrait des pages le concernant dans le livre des journalistes Jean Guisnel et  Guillaume Dasquié, L’Effroyable Mensonge, qui critique les thèses conspirationnistes de Thierry Meyssan.  
Selon le magazine Le Point, Hubert Marty-Vrayance aurait aussi été en contact avec le journaliste Jean-Paul Ney, mis en examen en 2007 pour « vol et atteinte au secret de la défense nationale » dans une affaire concernant le réseau Rimbaud (Réseau interministériel de base uniformément durci). 
En janvier 2006, il est arrêté par l'IGPN pour avoir fourni des informations tirées du STIC, un fichier de police, à un ancien gendarme, gérant d'une agence de détective privé travaillant en étroite liaison avec la DST,. Le 12 mai 2010, le tribunal de grande instance de Versailles le condamne à dix-huit mois de prison avec sursis et à une interdiction définitive d’exercer une fonction publique mais le relaxe totalement pour la divulgation d'informations émanant des fichiers de police à l'ancien gendarme, venu expliquer clairement à la barre qu'il était venu provoquer le commissaire à la demande explicite de ses traitants de la DST, les commandants François Henrion et Patrick Geze. En raison de la décision prise par l'autorité judiciaire, il est mis fin à ses fonctions de commissaire de police et est radié des effectifs de son corps d'appartenance. Depuis cette radiation qu'il conteste, il agit afin de réintégrer les services du ministère de l'intérieur. 

## Campagne législative dans la6ecirconscriptionde Paris
En 2012, Hubert Marty-Vrayance se présente sans succès aux élections législatives dans la sixième circonscription de Paris, axant sa campagne sur la lutte contre la corruption et pour la souveraineté nationale. Il se présente en candidat indépendant et sans étiquette. Il y obtient 75 voix, ce qui représente 0,17 % des suffrages.